# Trichromadorita mobilis
Trichromadorita mobilis is een rondwormensoort. De wetenschappelijke naam van de soort is voor het eerst geldig gepubliceerd in 1961 door Timm.